# Fraus omnia corrumpit
Fraus omnia corrumpit, hetgeen Latijn is voor bedrog verbreekt alles, is een algemeen rechtsbeginsel in het Belgisch recht.

## Omschrijving
Op grond van het algemeen rechtsbeginsel fraus omnia corrumpit kan iemand zich nooit beroepen op zijn bedrog om de toepassing van een rechtsregel in zijn voordeel te verkrijgen. Dit beginsel kent zowel werking in de contractuele als in de buitencontractuele sfeer. Er dient evenwel aan zowel het objectief als het subjectief criterium te worden voldaan.
Vanaf 1 januari 2023 wordt het algemeen rechtsbeginsel fraus omnia corrumpit gecodificeerd in artikel 1.11 van het Burgerlijk Wetboek, dat bepaalt dat de opzettelijke fout, gepleegd met het oogmerk te schaden of uit winstbejag, de dader geen voordeel mag verschaffen.